# 누리 킬리길
누리 킬리길(튀르키예어: Nuri Killigil 1889년 ~ 1949년 3월 2일) 또는 누리 파샤(Nuri Pasha)는 터키의 군인이다.
오스만 제국의 육군 장성을 역임한 엔베르 파샤의 이복형이며 제1차 세계 대전 시기에는 북아프리카 전선에 참전했다. 제2차 세계 대전 시기에는 독일 국방군 소속 외인의용부대인 투르키스탄 군단 설립에 관여했다. 1949년 3월 2일에 자신이 운영하고 있던 공장에서 일어난 폭발 사고로 인해 사망했다.